# Brenda Fassie

Tác phẩm điêu khắc Brenda Fassie bằng đồng kích thước thật của Angus Taylor bên ngoài Bassline, một địa điểm âm nhạc ở Johannesburg.

Brenda Nokuzola Fassie(3 tháng 11 năm 1964 - 9 tháng 5 năm 2004) là một ca sĩ chống chủ nghĩa phân biệt chủng tộc người Nam Phi. Người hâm mô cô thường gọi cô là "Nữ hoàng nhạc Pop châu Phi" hay "Madonna of the Townships" hoặc đơn giản là The Black Madonna. Những giai điệu táo bạo của cô đã giành được nhiều danh tiếng.

## Tiểu sử
Fassie sinh ra ở Langa, Cape Town, là con út trong gia đình chín người con. Cô được đặt tên theo ca sĩ người Mỹ Brenda Lee. Cha cô mất khi cô hai tuổi, và với sự giúp đỡ của mẹ cô, một nghệ sĩ dương cầm, cô bắt đầu kiếm tiền bằng cách hát cho khách du lịch.
Năm 1981, ở tuổi 16, cô rời Cape Town để đến Soweto, Johannesburg, nhằm tạo cơ hội cho bản thân để hoạt động như một ca sĩ. Fassie đầu tiên gia nhập nhóm nhạc Joy (điền vào chỗ trống của một thành viên đã nghỉ do mang thai)  và sau đó trở thành ca sĩ chính cho một nhóm nhạc thị trấn tên là Brenda và Big Dudes. Cô đã có một con trai, Bongani, vào năm 1985 với một nhạc sĩ trong Big Dudes. Cô kết hôn với Nhlanhla Mbambo năm 1989 nhưng ly hôn vào năm 1991. Khoảng thời gian này cô nghiện cocaine và sự nghiệp của cô bị ảnh hưởng không kém.
Được biết đến nhiều nhất với các ca khúc "Weekend Special" và "Too Late for Mama", cô được mệnh danh là "Madonna of the Townships" theo tạp chí Time năm 2001.
Từ năm 1996, cô phát hành một số album solo, bao gồm Now Is the Time, Memeza (1997), và Nomakanjani ?. Hầu hết các album của cô đều nhận được đĩa bạch kim ở Nam Phi; Memeza là album bán chạy nhất ở Nam Phi vào năm 1998.

## Thành tựu
Fassie đã giành 5 giải thưởng Âm nhạc Nam Phi: giải thưởng Nghệ sĩ nữ xuất sắc nhất và giải thưởng Bài hát của năm vào năm 1999, giải thưởng Bản phát hành bán chạy nhất thập kỷ và Bài hát hay nhất thập niên 2004. Cô cũng đã giành được ba giải thưởng Kora: Nghệ sĩ nữ đầy hứa hẹn nhất Châu Phi và Nghệ sĩ nữ xuất sắc nhất châu Phi năm 1996 và Giải thưởng đặc biệt từ ban giám khảo vào năm 2001.
Cô đã được bình chọn đứng thứ 17 trong Top 100 người Nam Phi vĩ đại nhất.
Con trai của cô Bongani "Bongz" Fassie biểu diễn "I'm So Sorry", một bài hát dành riêng cho mẹ anh, trên nhạc nền cho bộ phim đoạt giải Academy Tsotsi năm 2005.
Vào tháng 3 năm 2006, một tác phẩm điêu khắc bằng đồng của Fassie được thiết kế bởi nghệ sĩ Angus Taylor được lắp đặt bên ngoài Bassline, một địa điểm âm nhạc ở Johannesburg.

## Sản phẩm âm nhạc
Hợp tác với The Big Dudesː
- 1983: Weekend Special
- 1984: Cool Spot (EP) (EP)
- 1984: Let's Stick Together
- 1985: Higher and Higher
- 1986: No No Señor
- 1986: Touch Somebody (EP)

Album hát soloː
- 1987: Ag Shame Lovey
- 1988: Umuntu Ngumuntu Ngabantu
- 1989: Too Late for Mama
- 1989: Brenda
- 1990: Black President
- 1991: I Am Not a Bad Girl
- 1992: Yo Baby
- 1994: Brenda Fassie
- 1995: Mama
- 1996: Now Is the Time
- 1997: Memeza
- 1997: Paparazzi
- 1999: Nomakanjani
- 2000: Thola Amadlozi
- 2001: Brenda: The Greatest Hits
- 2002: Myekeleni
- 2003: Mali
- 2003: The Remix Collection
- 2004: Gimme Some Volume
- 2004: Greatest Hits:The Queen Of African Pop (1964–2004)